# Nordmøre

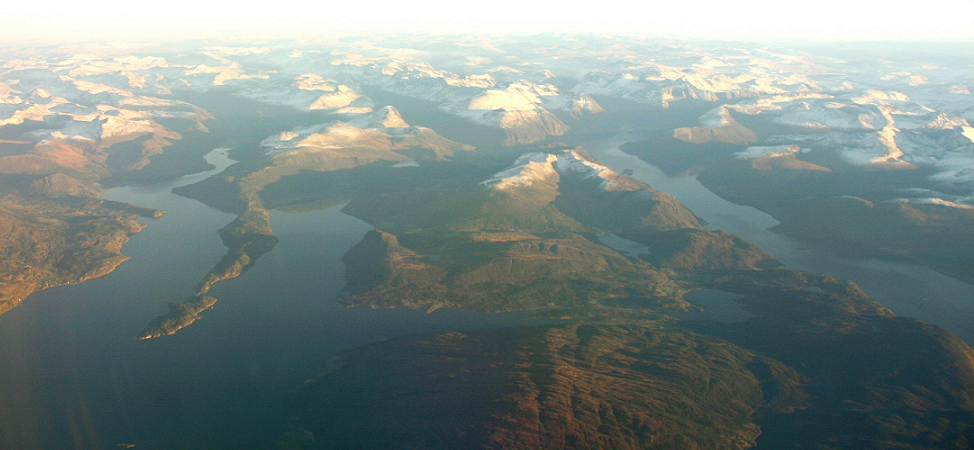
Utsikt över bland annat Stangvikfjorden, Ålvundfjorden och Sunndalsfjorden i Nordmøre.

Nordmøre är ett landskap som utgör den nordöstra delen av Møre og Romsdal fylke i västra Norge. Dess södra gräns mot Romsdal går ungefär vid vattendelaren norr om Romsdalsfjorden och öster om Eikesdalen.
Nordmøre som administrativ enhet växte fram redan under senmedeltiden då det tidvis var ett län under Trondheims huvudlän. Från mitten av 1600-talet blev Nordmøre ett fögderi, som i samband med införandet av enavälde under senare delen av 1600-talet slogs samman med Sunnmøre och Romsdal till Romsdals amt. Detta fick en stabil avgränsning 1704.
Idag utgör Nordmøre två prosterier (kontrakt) inom Norska kyrkan (Ytre Nordmøre prosteri respektive Indre Nordmøre prosteri) och ingår i Møre og Romsdals tingsrätts domkrets. I polissammanhang ingår Nordmøre i Nordmøre och Romsdals polisdistrikt. De två prosterierna består av de åtta kommunerna Aure, Averøy, Gjemnes, Kristiansund, 
Smøla, Sunndal, Surnadal och Tingvoll, med en total yta på 6 058 kvadratkilometer och en befolkning på 53 974 invånare (2021), vilket motsvarar 34,6 procent av fylkets yta respektive 20,3 procent av dess befolkning.
Landskapet Nordmøre har två huvudvägsförbindelser, dels Europaväg 39 som är den huvudsakliga nord-sydliga förbindelsen i Vestlandet och förbinder området med Molde i sydväst och Trondheim i nordöst. Denna korsas av riksväg 70 från Kristiansund via Sunndalsøra till Europaväg 6 vid Oppdal. I övrigt märks också fylkesväg 64, Atlanthavsvägen, mellan Kristiansund och Molde, samt fylkesväg 65 från Europaväg 39 vid Halsa via Surnadal till Orkanger. Det finns en större flygplats i Kristiansund (vid Kvernberget).